# Obrežje pri Zidanem Mostu
Obrežje pri Zidanem Mostu je naselje u slovenskoj Općini Laškom. Obrežje pri Zidanem Mostu se nalazi u pokrajini Štajerskoj i statističkoj regiji Savinjskoj. 

## Stanovništvo
Prema popisu stanovništva iz 2002. godine naselje je imalo 135 stanovnika.